# Abraham Benrubi
Abraham Rubin Hercules Benrubi (Indianapolis, 4 ottobre 1969) è un attore statunitense.

## Biografia
È figlio del conduttore radiofonico Asher Benrubi.

## Filmografia parziale

### Attore

#### Cinema
- Oltre il ponte (Crossing the Bridge), regia di Mike Binder (1992)
- The Program, regia di David S. Ward, (1993)
- L'Uomo Ombra (The Shadow), regia di Russell Mulcahy (1994)
- Twister, regia di Jan de Bont (1996)
- George re della giungla...? (George of the Jungle), regia di Sam Weisman (1997)
- L'uomo che non c'era (The Man Who Wasn't There), regia di Joel ed Ethan Coen (2001)
- Time X - Fuori tempo massimo (Zig Zag), regia di David S. Goyer (2002)
- Terra di confine - Open Range (Open Range), regia di Kevin Costner (2003)
- Un tranquillo week-end di vacanza (Without a Paddle), regia di Steven Brill (2004)
- Miss F.B.I. - Infiltrata speciale (Miss Congeniality 2: Armed & Fabulous), regia di John Pasquin (2005)
- L'ultima tempesta (The Finest Hours), regia di Craig Gillespie (2016)
- The Belko Experiment, regia di Greg McLean (2016)
- Like. Share. Follow., regia di Glenn Gers (2017)
- Bliss, regia di Joe Begos (2019)
- Il richiamo della foresta (The Call of the Wild), regia di Chris Sanders (2020)
- Christmas Bloody Christmas, regia di Joe Begos (2022)
- The Old Way, regia di Brett Donowho (2023)

#### Televisione
- Parker Lewis (Parker Lewis Can't Lose) – serie TV, 65 episodi (1990-1993)
- E.R. - Medici in prima linea (ER) – serie TV, 137 episodi (1994-2009)
- Sleepwalkers – serie TV, 9 episodi (1997-1998)
- X-Files (The X Files) – serie TV, episodio 6x15 (1999)
- Buffy l'ammazzavampiri (Buffy the Vampire Slayer) – serie TV, episodio 5x07 (2002)
- Criminal Minds - serie TV, 1 episodio (2005)
- Men in Trees - Segnali d'amore (Men in Trees) – serie TV, 36 episodi (2006-2008)
- Happy Town – serie TV, 6 episodi (2010)
- Memphis Beat – serie TV, 7 episodi (2010)
- The Bridge – serie TV, 10 episodi (2014)
- Bosch – serie TV, 5 episodi (2014-2021)
- Outcast – serie TV, 3 episodi (2016)
- APB - A tutte le unità (APB) – serie TV, 11 episodi (2017)
- Chicago Fire – serie TV, episodio 7x21 (2019)

### Doppiatore
- Big Hero 6, regia di Don Hall e Chris Williams (2014)
- Frozen - Le avventure di Olaf (Olaf's Frozen Adventure), regia di Kevin Deters e Stevie Wermers – cortometraggio (2017)
- Robot Chicken – serie animata, 31 episodi (2020-2022)
- Lui è Pony (It's Pony) – serie animata, 22 episodi (2020-2022)
- Strange World - Un mondo misterioso (Strange World), regia di Don Hall (2022)

## Doppiatori italiani
Nelle versioni in italiano delle opere in cui ha recitato, Abraham Benrubi è stato doppiato da:
- Pasquale Anselmo in E.R. - Medici in prima linea, X-Files, Happy Town, L'ultima tempesta, Outcast
- Roberto Stocchi in Memphis Beat, Bosch (st. 1)
- Vittorio Stagni in Parker Lewis
- Massimo Giuliani in The Program
- Mario Bombardieri in Twister
- Francesco Pannofino in George re della giungla...?
- Massimiliano Virgilii in Time X - Fuori tempo massimo
- Roberto Draghetti in Terra di confine - Open Range
- Stefano Mondini in Un tranquillo week-end di vacanza
- Claudio Fattoretto in Criminal Minds
- Massimo Bitossi in Men in Trees - Segnali d'amore
- Simone Mori in The Belko Experiment
- Vladimiro Conti in APB - A tutte le unità
- Toni Garrani in Bosch (ep. 7x05)

Da doppiatore è sostituito da:
- Gabriele Martini in Big Hero 6
- Massimo De Ambrosis in Lui è Pony
- David Vivanti in Strange World - Un mondo misterioso